# گاما صلیب
گاما صلیب یک ستاره است که در صورت فلکی چلیپا قرار دارد.